# Кулишовка (посёлок)
Кулишовка — посёлок в Ольховатском районе Воронежской области России.
Входит в состав Новохарьковского сельского поселения.

## История
Такое название посёлок получил в середине XVIII века по первопоселенцу — украинскому хлебопашцу Кириллу Кулишу с его семьёй.

## Население
| 1859 | 1897 | 2010 |
| ---- | ---- | ---- |
| 1340 | ↘848 | ↘83  |